# The Mamas and The Papas
The Mamas & the Papas (o The Mama's and the Papa's de vegades abreujat com Mamas & Papas) van ser un grup musical nord-americà de la dècada de 1960, format per John Phillips (1935–2001), Denny Doherty (1940–2007), Cass Elliot (1941–1974), i Michelle Phillips (1944). Tots ells eren dels Estats Units llevat de Denny Doherty que era canadenc. Van ser un dels exponents més notoris de l'era hippie, el flower power i la generació de l'amor. El seu so es basava en les harmonies vocals i l'adaptació del folk al nou estil pop de la primera meitat de la dècada dels 1960. Entre 1965 a 1968, amb una curta reunió el 1971, van realitzar nombroses actuacions i van gravar sis àlbums i 11 Top 40 hit singles, amb unes vendes d'uns 40 milions de discos a tot el món.

## Formació
Tots quatre membres procedien de grups folk centrats a Nova York, que s'havien dissolt com a conseqüència dels canvis radicals que el fenomen Beatle va representar en el panorama musical nord-americà (l'anomenada invasió britànica).
John Phillips havia sigut líder, compositor i arreglista del trio The Journeymen, del qual formava part també Scott McKenzie, i havien tingut un cert èxit a inicis dels anys 1960. El 1962 John va conéixer la model californiana de 17 anys Michelle Gilliam, que es va incorporar al grup. Quan ella va fer els 18 es van casar, deixant John la seva esposa amb qui tenia dos fills.
The Journeymen es van dissoldre i John, Michelle i Marshall Brickman van formar The New Journeymen, en la mateixa línia musical.
Cass Elliot, originària de Baltimore, era la més polifacètica dels quatre. Havia actuat al teatre musical i com a cantant en solitari de jazz i standards. El 1963 evolucionà cap al folk acompanyada d'un trio: Cass Elliot and the The Big 3. Van ser prou reconeguts, gravaren dos àlbums i participaren en shows de televisió. El grup va acabar incorporant els canadencs Denny Doherty i Zal Yanovsky, del dissolt trio "The Halifax Three". L'any següent, però, la invasió britànica va decidir Cass a electrificar la seva música cercant una alternativa al folk. Van fitxar John Sebastian i es van anomenar The Mugwumps. La formació va anticipar el folk-rock però no va tenir èxit i va durar sols vuit mesos. Cass va reiniciar la seva carrera en solitari cantant jazz a Whashington, mentre Sebastian i Yanovsky van formar The Lovin' Spoonful. Denny, que havia coincidit amb els Phillips en una gira uns anys abans, va substituir Brickman a The New Journeymen.
Denny havia establert una profunda amistat amb Cass. Volia incorporar-la al grup i cercar noves vies musicals, però John s'hi resistia. Al·legava que tenia una veu massa greu per a ells, però en la seva negativa pesaven també la imatge (Cass patia obesitat), la forta personalitat d'ambdós i el disgust de John per deixar el folk i electrificar la seva música.
El 1965 els New Journeymen marxaren a Los Angeles on retrobaren Cass. Ella i Denny insistien a John sobre el potencial del pop representat pels Beatles, però ell no volia seguir les petjades d'uns altres. Admetia la necessitat d'un canvi però volia trobar el seu propi estil. John es va convèncer quan, cantant tots quatre per passar l'estona, van trobar el so que els definiria: un so harmònic però contundent, potenciat per la gran veu de Cass i l'habilitat per a la composició i els arranjaments vocals de John. Gràcies als contactes de Cass van aconseguir una audició amb Lou Adler i van signar un contracte amb Dunhill Records per gravar dos àlbums a l'any durant 5 anys.
La incorporació de Cass no va ser explícita fins al moment en què van formalitzar el contracte. Amb el primer avançament de diners van comprar una casa per a tots quatre i un cotxe. El nom del grup es va decidir en els dies següents. John proposava "The Magic Cyrcle", però un reportatge de televisió, on els Hell's Angels anomenaven "mamas" les dones membres, els va donar la idea de dir-se "The Mamas and the Papas".

## The Mamas and the Papas

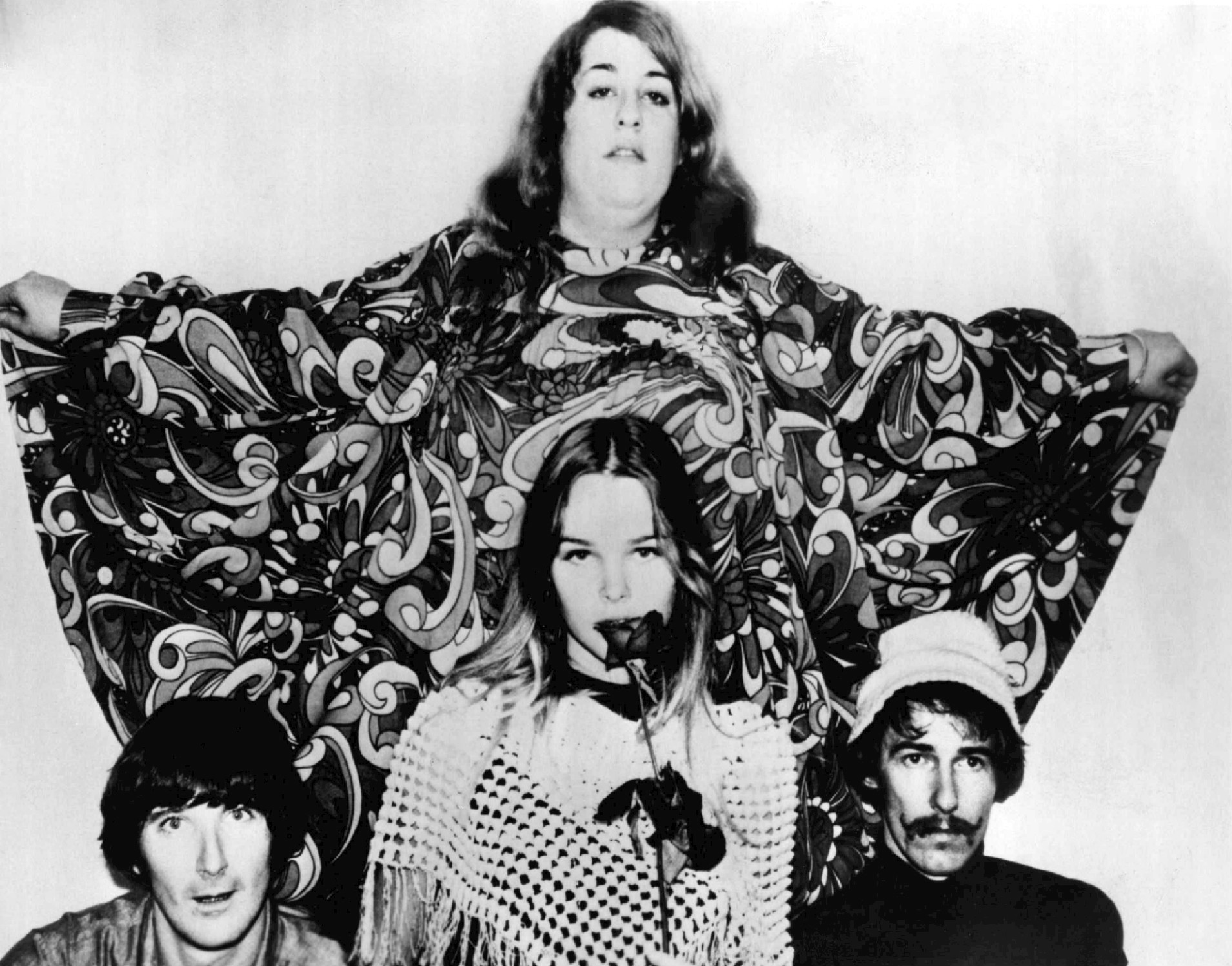
The Mamas and the Papas, 1967

El primer èxit va ser el seu segon single, California Dreamin', de 1965. L'any següent van publicar If You Can Believe Your Eyes and Ears, l'únic àlbum que va arribar al primer lloc del Billboard 200. Contenia també la cançó Monday, Monday, que com a single va estar al primer lloc a les llistes dels Estats Units. Aquest àlbum és un dels millors exponents del pop de l'era hippie. Però també marca el cim assolit pels Mamas & Papas, que amb els seus LP posteriors no aconseguirien superar aquell nivell creatiu, ni comercial,> i que es desintegrarien com a grup en dos anys.
A més la convivència es va complicar quan Michelle i Denny van començar a tenir una relació. Era l'època de l'amor lliure i John i Denny van mantenir la situació, no sense problemes. L'episodi va donar lloc a la composició per John i Denny de la cançó I saw Her Again. No era el primer cop que passava una cosa així, ja que Go WHere You Wanna Go també havia estat inspirada per una aventura de Michelle. Tanmateix, el juny de 1966 Michelle va tenir un afer amb Gene Clarke dels Byrds. John va trencar amb ella i el grup va expulsar-la. En el seu lloc van contractar Jill Gibson, que va començar a sobregravar la veu de Michelle al seu segon LP. Però la pressió del públic, que reclamava Mama Michelle a les seves actuacions, els va obligar a readmetre-la. No és clar si la veu a l'àlbum publicat és la de Jill, la de Michelle, o parcialment ambdues. El disc, The Mamas and The Papas (també conegut com a Cass – John – Michelle – Dennis ja que els noms apareixen impresos a la coberta) va assolir el quart lloc als Estats Units. John i Michelle es van reconciliar i es van comprar una casa. Denny i Cass es van instal·lar cadascun pel seu compte.
El 1967 van publicar el tercer àlbum, Deliver, més ben acollit que l'anterior. Cass va ser mare d'una nena, Owen Elliot. D'altra banda, John i Lou Adler, el seu productor, van tenir la idea de promoure un festival de música pop, inspirant-se en els festivals de jazz i de folk de Monterey (Califòrnia). Amb l'ajuda de Michelle, Al Kooper i altres van organitzar el Festival International de Música Pop de Monterey, que seria el primer dels grans macroconcerts característics de l'època i que esdevindria mític per la irrupció de figures com Jimi Hendrix, Otis Redding, Janis Joplin, Ravi Shankar o l'actuació estel·lar de The Who. Els Mamas and Papas van tancar el programa amb una actuació poc reeixida per la manca d'assaig, ja que John i Michelle s'havien abocat a l'organització i Denny, que portava malament la reconciliació del matrimoni Phillips, va arribar al darrer moment i no prou sobri, segons explica ell mateix.
Seguidament van començar a preparar el seu quart àlbum, que gravaren a l'estudi que John i Michelle havien construït a casa seva. Això permetia a John treballar al seu ritme, però va dilatar el procés fins a resultar exasperant per als altres membres.
A la tardor de 1967 van decidir fer un viatge a Mallorca per recompondre la unitat del grup i cercar inspiració, amb escala a Londres i París per donar una sèrie de concerts al Royal Albert Hall i a l'Olympia (París). Però en arribar al Regne Unit, Cass va ser detinguda amb relació a una factura no pagada en una estada anterior amb un amic i a una acusació de tràfic de drogues que pesava sobre aquest. Un cop va ser alliberada un incident amb John, que la va ridiculitzar davant Mike Jagger, va decidir Cass a deixar el grup. Els concerts es van cancel·lar i ella va anunciar unilateralment la ruptura en una entrevista.
Tanmateix, havien deixat prou material gravat per publicar l'àlbum, que va aparèixer el 1968 i només va assolir el número 84 als Estats Units. A més Dunhill, contra el parer de John, va extreure’n la cançó Dream a Little Dream of Me, on Cass cantava la veu solista, i la va editar en single atribuint-la a "Cass Elliot i the Mamas and Papas". El disc va obtenir més èxit que els seus singles anteriors.
Cass va iniciar una carrera en solitari. John i Michelle van tenir una filla, Chynna Pillips, el 1968, però van divorciar-se el 1970. El mateix any John va treure un disc en solitari. Malgrat tot, els quatre van conservar l'amistat, tal com mostren les seves declaracions i memòries així com les col·laboracions posteriors entre ells.
El contracte amb Dunhill s'havia complert a mitges, ja que no havien tret els dos àlbums anuals pactats. La discogràfica ho havia compensat editant algunes seleccions, però la separació del grup impossibilitava finalitzar els cinc anys estipulats. Per evitar una demanda milionària el grup es va tornar a reunir el 1970 per gravar el seu darrer LP "People Like Us" (1971). L'àlbum mancava de la frescor i la inventiva dels anteriors i no va obtenir bons resultats. Amb aquest disc Dunhill va donar el contracte per extint.
La possibilitat d'una nova reunió va quedar tràgicament estroncada amb la mort de Cass per un atac de cor, el 29 de juliol de 1974.

### Música i imatge
El tret més destacat de la música dels Mamas and Papas són les quatre veus i la seva treballada harmonització. En el pop-rock de mitjans ’60 això era molt rar, amb comptades excepcions com els Beach Boys. John s'havia iniciat en la música amb un grup de Doo-wop, gènere que dona molta importància a les harmonies vocals. A més tenia bones dots per a la composició, i a Greenwinch Village era dels pocs cantants que escrivia la majoria de les cançons que interpretava. El seu so es completava amb les grans veus de Cass i Denny. Tot plegat els donava un so particular i expressiu, a la frontera entre el folk-rock i el soul.
Un altre aspecte particular era la seva forma de treballar, motivada principalment pel perfeccionisme gairebé obsessiu de John Phillips, segons reconeix ell mateix. Gravaven per separat cadascuna de les veus i dels instruments, interpretats per músics contractats, per mesclar-les posteriorment. Aquesta tècnica, capdavantera en el pop dels ’60, els donava un so molt compacte. Però no afavoria la cohesió del grup, que no cantava plegat (fins i tot en directe hi havia una part important de playback)
El seu primer èxit, California dreamin', exaltava la terra promesa de la contracultura juvenil. I tant la seva imatge com el seu estil de vida van contribuir a convertir-los en una icona. Part important de la imatge eren les personalitats diferenciades que mostraven: una noia grassa i magnètica, una bellesa rossa i dos nois atractius, un amb aire de geni i l'altre amb figura tímida i tendra. Portaven vestits i barrets estrafolaris, apareixien a les portades dels discos i actituds espontànies i informals, vivien junts en una festa contínua i consumien drogues. A més van ser “els primers hippies rics” i van relacionar-se amb les estrelles de Hollywood. La iniciativa del Festival de Rock de Monterey va ser el detonant de l'estiu de l'amor, clímax de la contracultura hippie. I va ser el motiu que John Phillips escrivís la cançó San Francisco, que va cantar el seu amic Scott McKenzie i que va esdevenir l'himne del Flower power.
The Mamas and the Papas van ser introduïts al Rock & Roll Hall of Fame el 1998, el Vocal Group Hall of Fame el 2000 i el Hit Parade Hall of Fame el 2009.

## El temps posteriors

### Cass Elliot
Dels quatre membres, Cass va ser qui va continuar amb més èxit la seva carrera musical. Seguint el camí marcat amb "Dream a Little Dream of Me", versió d'un clàssic dels anys ‘50, va reorientar-se cap als estàndards, el jazz suau i la música de cabaret. Després d'un debut desastrós a Las Vegas el 1968 va editar 8 àlbums i 19 singles, va fer gires pels Estats Units i Europa. Participà amb freqüència en programes i shows de televisió, i protagonitzà dos programes especials: The Mama Cass Television Program, el gener de 1969, i Don't Call Me Mama Anymore (No em digueu més Mama), el Setembre de 1973. També va interpretar un paper a la pel·lícula infantil Puffnstuff.
El 29 de juliol de 1974, quan acabava un cicle de concerts a Londres en què havia tingut un gran èxit, morí d'un atac de cor –tot i que van córrer rumors atribuint el decés a una sobredosi de drogues o a l'ennuegament amb un entrepà-.

### John Phillips
John Phillips va publicar el 1970 un àlbum d'influència country, "John, the Wolf King of L.A.", amb poc èxit comercial però ben valorat per la crítica. Va compondre música per a algunes pel·lícules). També va escriure cançons per a altres artistes com la cantant Geneviève Waïte, amb qui estava casat, o els Beach Boys per a qui va compondre "Kokomo" (1988), cançó que va assolir el número 1.
Tanmateix, la seva carrera es va veure penalitzada per l'addicció a l'heroïna durant la dècada dels 1970. El 1980 va ser arrestat i condemnat a presó per distribució d'estupefaents. Va seguir un tractament de rehabilitació, però va seguir tenint problemes d'alcoholisme i de consum de cocaïna i altres drogues. En aquesta època va crear The New Mamas & Papas, amb Denny Doherty, la seva filla Mackenzie Phillips i la cantant Spanky McFarlane. El grup patiria nombrosos canvis de membres, entre ells el de Doherty per Scott McKenzie. John deixaria el grup 1998.
El 1986 va publicar les seves memòries, Papa John, on reviu amb cruesa la història dels Mamas & Papas Va protagonitzar també el documental Straight Shooter: The True Story of John Phillips and the Mamas and the Papas (1988).
Va morir d'un atac de cor a Los Angeles el 18 de març de 2001.
L'any 2009, la seva filla Laura Mackenzie Phillips va afirmar que, essent ja major d'edat, havia mantingut amb ell una relació incestuosa d'anys de durada, associada amb el consum compartit de drogues.

### Denny Doherty
Després de la separació va publicar alguns singles i LPs amb poc èxit. El darrer, "Waiting for a Song" (1974), que comptava amb l'acompanyament vocal de Cass i Michelle, no es va arribar a distribuir als Estats Units. Va actuar en el musical fallit Man on the Moon (1975), de John Phillips. El 1977, havent esgotat la seva fortuna, va tornar a Halifax, la seva ciutat natal. Va actuar al teatre, incloent obres de Shakespeare, i posteriorment en sèries de televisió. A inicis dels anys 1980 es va rehabilitar de l'alcoholisme que arrossegava des de feia dues dècades. Es va unir als New Mamas and Papas, que va deixar el 1987.
El 1997 va coescriure i protagonitzar l'espectacle musical autobiogràfic Dream a Little Dream (the Nearly True Story of the Mamas and the Papas) (la gairebé veritable història dels M&P), on mostrava un gran afecte i enyorança cap a Cass Elliot. Representat a Halifax, l'espectacle va girar i va arribar a l'Off-Broadway de Nova York el 2003.
Va morir d'un aneurisma abdominal el 19 de gener de 2007 a casa seva a Mississauga, Ontario.

### Michelle Phillips
Després de la separació de The Mamas and the Papas només va gravar un àlbum, Victim of Romance (1977), que va passar desapercebut. En canvi va fer carrera com a actriu, amb papers d'actiu secundària en nombrosos films (The Last Movie - 1971, Dillinger -1973, Valentino-1977, Bloodline -1979, The Man with Bogart's Face-1980, American Anthem-1986, Let It Ride-1989, Joshua Tree-1993). També ha aparegut en sèries de televisió com Hotel, Knots Landing, Beverly Hills, 90210 o Fantasy Island.
El 1981, igual que John, va publicar les seves memòries, California Dreamin', que van acabar donant lloc també a un documental per a televisió: California Dreamin': The Songs of the Mamas and the Papas.

## Discografia
Els enregistraments originals de The Mamas & The Papas es van fer a ABC Dunhill Records.

### Àlbums d'estudi
| Any  | Àlbum                                 | Segell i número (U.S.)                   | U.S. Billboard | U.S. Cashbox | UK |
| ---- | ------------------------------------- | ---------------------------------------- | -------------- | ------------ | -- |
| 1966 | If You Can Believe Your Eyes and Ears | Dunhill D 50006 (Mono)/DS 50006 (Stereo) | 1              | 2            | -  |
| 1966 | The Mamas & the Papas                 | Dunhill D 50010/DS 50010                 | 4              | 5            | 3  |
| 1967 | The Mamas and the Papas Deliver       | Dunhill D 50014/DS 50014                 | 2              | 1            | 4  |
| 1968 | The Papas & The Mamas                 | Dunhill DS 50031                         | 15             | 10           | -  |
| 1971 | People Like Us                        | Dunhill DSX 50106                        | 84             | 45           | -  |

### Àlbums en directe
| Any  | Àlbum                               | Segell i número (U.S.) | U.S. Billboard | U.S. Cashbox | UK |
| ---- | ----------------------------------- | ---------------------- | -------------- | ------------ | -- |
| 1970 | Monterey International Pop Festival | Dunhill DSX 50100      | -              | -            | -  |

### Singles
| Any  | Títol                                                                                             | Segell i número (U.S.) | U.S. Billboard | U.S. Cashbox | UK                 | AU | Àlbum (ambdues cares si no es diu el contrari)                     |
| ---- | ------------------------------------------------------------------------------------------------- | ---------------------- | -------------- | ------------ | ------------------ | -- | ------------------------------------------------------------------ |
| 1965 | "Go Where You Wanna Go" Cara B: "Somebody Groovy"                                                 | Dunhill 4018           | –              | –            | –                  | –  | If You Can Believe Your Eyes and Ears                              |
| 1965 | "California Dreamin'" Cara B: "Somebody Groovy"                                                   | Dunhill 4020           | 4              | 4            | 23 (1966) 9 (1997) | 87 | If You Can Believe Your Eyes and Ears                              |
| 1966 | "Monday, Monday" Cara B: "Got a Feeling"                                                          | Dunhill 4026           | 1              | 1            | 3                  | 4  | If You Can Believe Your Eyes and Ears                              |
| 1966 | "I Saw Her Again" Cara B: "Even If I Could"                                                       | Dunhill 4031           | 5              | 6            | 11                 | 9  | The Mamas and the Papas                                            |
| 1966 | "Words of Love" Doble cara A amb "Dancing in the Street" (només USA)                              | Dunhill 4057           | 5              | 6            | –                  | 6  | The Mamas and the Papas                                            |
| 1966 | "Dancing in the Street" Doble cara A amb "Words of Love" (només USA)                              | Dunhill 4057           | 73             | 86           | –                  | 6  | The Mamas and the Papas                                            |
| 1966 | "Words of Love" Cara B: "I Can't Wait" (només UK)                                                 | RCA Victor 1564        | 5              | –            | 47                 | -  | The Mamas and the Papas                                            |
| 1966 | "Look Through My Window" Cara B: "Once Was A Time I Thought"                                      | Dunhill 4050           | 24             | 14           | –                  | 67 | Deliver Cara B, de The Mamas and the Papas                         |
| 1967 | "Dedicated to the One I Love" Cara B: "Free Advice"                                               | Dunhill 4077           | 2              | 2            | 2                  | 3  | Deliver                                                            |
| 1967 | "Creeque Alley" Cara B: "Did You Ever Want To Cry"                                                | Dunhill 4083           | 5              | 5            | 9                  | 4  | Deliver                                                            |
| 1967 | "Glad to Be Unhappy" Cara B: "Hey Girl" (Billboard Bubbling Under the Hot 100 Chart No. 134)      | Dunhill 4107           | 26             | 23           | –                  | 55 | Golden Era Vol. 2 Cara B, de If You Can Believe Your Eyes and Ears |
| 1967 | "Dancing Bear" Cara B: "John's Music Box"                                                         | Dunhill 4113           | 51             | 36           | –                  | –  | The Mamas and the Papas Cara B, de Deliver                         |
| 1967 | "Twelve Thirty" Cara B: "Straight Shooter" (Billboard Bubbling Under the Hot 100 Chart No. 130)   | Dunhill 4099           | 20             | 15           | –                  | 20 | The Papas and the Mamas                                            |
| 1968 | "Safe in My Garden" Cara B: "Too Late"                                                            | Dunhill 4125           | 43             | 46           | –                  | 86 | The Papas and the Mamas                                            |
| 1968 | "Dream a Little Dream of Me" Cara B: "Midnight Voyage" Assolí el Núm. 2 a l'US Adult Contemporary | Dunhill 4145           | 12             | 10           | 11                 | 1  | The Papas and the Mamas                                            |
| 1968 | "For the Love of Ivy" Cara B: "Strange Young Girls"                                               | Dunhill 4150           | 81             | 59           | –                  | –  | The Papas and the Mamas Cara B, de The Mamas and the Papas         |
| 1968 | "Do You Wanna Dance" Cara B: "My Girl"                                                            | Dunhill 4171           | 76             | 43           | –                  | –  | If You Can Believe Your Eyes and Ears Cara B, de Deliver           |
| 1972 | "Step Out" Cara B: "Shooting Star" Assolí el Núm. 25 a l'US Adult Contemporary                    | Dunhill 4301           | 81             | –            | –                  | –  | People Like Us                                                     |